# سجين الحب (مسلسل)
سجين الحب مسلسل هندي تدور قصته حول شاب سجين يقع في حب فتاة بسيطة تسكن في بلدة صغيرة وتحلم بأن تصبح مغنية.
وعلى الرغم من كراهية هذا الشاب للنساء بسبب العقدة النفسية التي تكونت لديه منذ الصغر بعد أن تركته أمه في طفولته؛ إلا أن هذه الفتاة الجميلة تجعله يفهم المرأة من جديد، ولا يستطيع مقاومة حبه لها.
ولكن تأتي الرياح بما لا تشتهي السفن؛ حيث تقابل هذه القصة الرومانسية العديد من الحواجز والصعوبات، فالحياة تخفي لهما الكثير من الهموم والمشاكل التي تفرق شملهما، وتجعل كلا منهما في طريق يحاول ان يعرض عليها الزواج لكن عائلته ترفض وينفصلوا وتتزوج من شخص آخر ومن ثم تنفصل عنه.
تتكون العقدة النفسية لدى سعود مجدداً بسبب انفصال هنادي عنه حيث أصبح يكره جميع النساء مرة أخرى ولم يعد يطيق رؤيتهن حتى ، وعلى إثر حالة سعود المزرية هاته كان خادمه صالح هو من يواسيه وقد أعجب صالح بهذه الحالة التي آل إليها سعود فعندما كان مرتبطا بهنادي كان لا يهتم بوجوده حتى ولكنه الآن أصبح مواسيه ، مر الكثير من الوقت وسعود ما زال على نفس الحال حتى تجرأ صالح وبدأ يتحدث مع سعود في أمور حساسة تتعلق بالزواج ورغباته الجنسية مستغلا كرهه للنساء إلى غاية أن أصبح يقيم معه علاقات شاذة وبعد ذلك انتحر صالح ندماً على قيامه بتلك الأفعال المشينة.
لم يشفى غليل سعود بعد فقد قام باختطاف هنادي قصد الانتقام ولكن بدلا من ذلك فقد وقع في حبها من جديد.
1. ↑  الوصول: 19 أبريل 2020. وصلة مرجع: http://dbpedia.org/resource/Kitani_Mohabbat_Hai.